# Journal of Food and Drug Analysis
Das Journal of Food and Drug Analysis, abgekürzt J. Food Drug Anal., ist eine wissenschaftliche Fachzeitschrift, die vom Elsevier-Verlag im Auftrag der taiwanesischen Food & Drug Administration veröffentlicht wird. Die Zeitschrift erscheint derzeit mit vier Ausgaben im Jahr. Es werden Arbeiten veröffentlicht, die sich mit der Analytik und Risikoanalyse von Arznei- und Lebensmitteln sowie kosmetischen Mitteln beschäftigen.
Der Impact Factor lag im Jahr 2014 bei 0,615. Nach der Statistik des ISI Web of Knowledge wird das Journal mit diesem Impact Factor in der Kategorie Pharmakologie und Pharmazie an 232. Stelle von 254 Zeitschriften und in der Kategorie Food Science and Technology an 98. Stelle von 123 Zeitschriften geführt.